# Drelów (gemeente)
De gemeente Drelów is een landgemeente in het Poolse woiwodschap Lublin, in powiat Bialski.
De zetel van de gemeente is in Drelów.
Op 30 juni 2004 telde de gemeente 5577 inwoners.

## Oppervlakte gegevens
In 2002 bedroeg de totale oppervlakte van gemeente Drelów 228,03 km², waarvan:
- agrarisch gebied: 57%
- bossen: 36%

De gemeente beslaat 8,28% van de totale oppervlakte van de powiat.

## Demografie
Stand op 30 juni 2004:
| Omschrijving                   | Totaal | Totaal | Vrouwen | Vrouwen | Mannen | Mannen |
| ------------------------------ | ------ | ------ | ------- | ------- | ------ | ------ |
| eenheid                        | aantal | %      | aantal  | %       | aantal | %      |
| inwoners                       | 5577   | 100    | 2818    | 50,5    | 2759   | 49,5   |
| bevolkingsdichtheid (inw./km²) | 24,5   | 24,5   | 12,4    | 12,4    | 12,1   | 12,1   |

In 2002 bedroeg het gemiddelde inkomen per inwoner 1265,84 zł.

## Aangrenzende gemeenten
Biała Podlaska, Kąkolewnica Wschodnia, Komarówka Podlaska, Łomazy, Międzyrzec Podlaski, Międzyrzec Podlaski, Radzyń Podlaski, Wohyń